# Oonopoides zullinii
Oonopoides zullinii là một loài nhện trong họ Oonopidae.
Loài này thuộc chi Oonopoides. Oonopoides zullinii được miêu tả năm 1974 bởi Brignoli.